# Adolph Preiss (Münzsammler)
Adolph Preiss (* unbekannt; † 1890) war ein deutsch-baltischer Kaufmann und Münzsammler.
Preiss war als Kaufmann in St. Petersburg tätig. Ab 1848 war er Mitglied der Gesellschaft für Geschichte und Altertumskunde der Ostseeprovinzen Russlands in Riga. Er trug eine bedeutende Sammlung von Münzen der baltischen Gebiete zusammen, die im November 1874 zusammen mit der Sammlung Gotthard Minus in Wien versteigert wurde.